# Close (album)
Pour les articles homonymes, voir Close.
Albums de Kim Wilde
Another Step
(1986) Love Moves
(1990)
Singles
1. Hey Mister Heartache (en)
Sortie : 18 avril 1988
2. You Came
Sortie : 4 juillet 1988
3. Never Trust a Stranger
Sortie : 19 septembre 1988
4. Four Letter Word (en)
Sortie : 21 novembre 1988
5. Love in the Natural Way (en)
Sortie : 20 février 1989

Close est le 6e album de la chanteuse Kim Wilde, paru en 1988. Il a été produit par Ricky Wilde et Tony Swain. Close est le dernier album de Kim Wilde auquel Marty Wilde a participé. L'album est considéré par les fans et les critiques (et par Kim elle-même), comme le plus équilibré de sa discographie. Il comprend en effet de nombreux genres de musique pop : dance, ballade, rock et midtempo.
Le Premier single de l'album fut Hey Mister Heartache, sur lequel Junior Giscombe a effectué les chœurs. Le succès de ce single a été éclipsé par celui du suivant, You Came, qui est rentré dans le Top 10 dans de nombreux pays et a manqué de peu l'entrée dans le Top 40 américain. Les singles Never Trust a Stranger et Four Letter Word ont également atteint le Top 10 au Royaume-Uni. Le cinquième single Love in the Natural Way n'a pas connu autant de succès.
L'attention du public a été attirée de façon significative sur cet album, Kim Wilde ayant chanté en première partie des concerts Européens de la tournée Bad World Tour de Michael Jackson.
L'album Close a atteint le Top 10 au Royaume-Uni, ainsi que dans la quasi-totalité des pays scandinaves, en Autriche et en Allemagne. Il est l'album le plus vendu de Kim Wilde, étant certifié platine au Royaume-Uni et ayant dépassé plus de 2 millions d'exemplaires vendus dans le monde entier.
L'album a été réédité chez Universal Music en version restaurée en 2013. Cette version, comprenant 2 CD, inclut de nombreux remixes ainsi que deux morceaux originellement parus sur les singles et maxis de l'album.

## Liste des chansons

### Édition originale
| No  | Titre                         | Durée |
| --- | ----------------------------- | ----- |
| 1.  | Hey Mister Heartache          |       |
| 2.  | You Came                      |       |
| 3.  | Four Letter Word              |       |
| 4.  | Love in the Natural Way       |       |
| 5.  | Love's a No                   |       |
| 6.  | Never Trust a Stranger        |       |
| 7.  | You'll Be the One Who'll Lose |       |
| 8.  | European Soul                 |       |
| 9.  | Stone                         |       |
| 10. | Lucky Guy                     |       |

Bonus Track de l'édition cd:
1. Hey Mister Heartache (12" version)

### Édition25eanniversaire
| 1.  | Hey Mister Heartache                        |  |
| 2.  | You Came                                    |  |
| 3.  | Four Letter Word                            |  |
| 4.  | Love in the Natural Way                     |  |
| 5.  | Love's A No                                 |  |
| 6.  | Never Trust a Stranger                      |  |
| 7.  | You’ll Be The One Who’ll Lose               |  |
| 8.  | European Soul                               |  |
| 9.  | Stone                                       |  |
| 10. | Lucky Guy                                   |  |
| 11. | Tell Me Where You Are                       |  |
| 12. | Wotcha Gonna Do                             |  |
| 13. | She Hasn’t Got Time For You ’88             |  |
| 14. | Hey Mister Heartache (Single Version)       |  |
| 15. | You Came (Single Version)                   |  |
| 16. | Never Trust A Stranger (Single Version)     |  |
| 17. | Love in the Natural Way (Video Edit)        |  |
| 18. | You Came (Shep Pettibone US Single Version) |  |

| 1.  | Hey Mister Heartache (12″ Version)              |  |
| 2.  | Hey Mister Heartache (Kilo Watt Remix)          |  |
| 3.  | Hey Mister Heartache (Bonus Beats)              |  |
| 4.  | Hey Mister Heartache (Acapella With Percussion) |  |
| 5.  | You Came (12″ Version)                          |  |
| 6.  | You Came (Shep Pettibone 12″ Mix)               |  |
| 7.  | You Came (Dub Version #1)                       |  |
| 8.  | You Came (Dub Version #2)                       |  |
| 9.  | Never Trust A Stranger (12″ Version)            |  |
| 10. | Never Trust A Stranger (Sanjazz Mix)            |  |
| 11. | Four Letter Word (12″ Version)                  |  |
| 12. | Four Letter Word (Late Night Mix)               |  |
| 13. | Love in the Natural Way (Extended Version)      |  |

## Classements et certifications
| Classement (1988)                     | Meilleure position |
| ------------------------------------- | ------------------ |
| Royaume-Uni (Official Charts Company) | 8                  |
| États-Unis (Billboard 200)            | 114                |
| Suisse (Schweizer Hitparade)          | 8                  |
| France (SNEP)                         | 17                 |
| Pays-Bas (Mega Album Top 100)         | 8                  |
| Allemagne (Media Control AG)          | 10                 |
| Suède (Sverigetopplistan)             | 11                 |
| Norvège (VG-lista)                    | 6                  |
| Autriche (Ö3 Austria Top 40)          | 7                  |

| Classement (1988) | Meilleure position |
| ----------------- | ------------------ |
| France (SNEP)     | 19                 |

| Pays              | Certification | Date           | Ventes  | Réf.   |
| ----------------- | ------------- | -------------- | ------- | ------ |
| France (SNEP)     | Or            | 1988           | 219 200 | [ 12 ] |
| Royaume-Uni (BPI) | Platine       | 6 octobre 1989 | 300 000 | [ 13 ] |
| Allemagne (BVMI)  | Or            | 1989           | 250 000 | [ 14 ] |
| Suisse (IFPI)     | Platine       | 1998           | 250 000 | [ 15 ] |